# Simón Bajour
Simón Bajour (Szymsia Bajour, Szymon Bachórz; * 4. April 1928 in Nasielsk, Woiwodschaft Masowien, Polen; † 8. Februar 2005 in Buenos Aires) war ein argentinischer Geiger und Tangomusiker polnisch-jüdischer Herkunft.

## Leben und Wirken
Bajour hatte in seiner Kindheit in Warschau Violinunterricht bei William Kryshtal und spielte neunjährig Mendelssohns Violinkonzert mit dem Orchester des Warschauer Konservatoriums unter Leitung seines Lehrers. Vor Beginn des Zweiten Weltkriegs wanderte seine Familie mit ihm nach Argentinien aus. In Buenos Aires trat er Anfang der 1940er Jahre mit verschiedenen Orchestern in Cafés und Nachtclubs der Stadt auf. 1945 wurde er Mitglied des Orchesters Roberto Dimas', später des Orchesters Edgardo Donatos, dessen Sänger zu dieser Zeit Roberto Beltrán war. Er spielte gemeinsam mit Florindo Sassone, trat mit Roberto Caló, Leo Lipesker und Natalio Finkelstein in der Confitería Nobel auf, außerdem auch mit Carlos Demaría, Lázaro Lipesker und Manolo Sucher.
1950 wurde Bajour Mitglied des Orchesters Carlos Di Sarlis. Dieses bestand bis 1955, und Bajour spielte mit diesem als Solist mehrere Titel ein (u. a. A la gran muñeca und El amanecer). Als Di Sarli ein neues Orchester gründete, engagierte er mehrere Geiger der Sinfónica Nacional: neben Bajour, der dieser seit 1949 angehörte auch Carlos Sampedro, Saúl Michelson und Elías Slon, zudem noch Elvino Vardaro, Carlos Arnaiz, Antonio Rossi und Juan Scaffino. Daneben hatte Bajour regelmäßige Auftritte bei Radio El Mundo (u. a. 1957 mit Di Sarli, Joaquín Do Reyes, Alberto Mancione und Miguel Caló) und gehörte den von Argentino Galván geleiteten Los Astros del Tango an.
1959 trennte er sich von Di Sarlo, um am Jugendfestival in Wien teilzunehmen. Dort erreichte ihn ein Einladung Osvaldo Puglieses zu einer Tournee durch die Sowjetunion und China. Nach seiner Rückkehr nach Argentinien 1961 wurde er Geiger in Astor Piazollas Quinteto Nuevo Tango. Nach der Aufnahme der ersten LP mit dem Quintett den der Violinparts für den Film Quinto Año Nacional, ging Bajour, der Mitglied der Kommunistischen Partei war, nach Kuba und wurde dort Mitglied der Nationalsinfonie. 1963 lud ihn David Oistrach zu einem Studienaufenthalt nach Moskau ein, der bis 1965 währte. Danach kehrte er nach Argentinien zurück, wo er jedoch nur in kleinen kammermusikalischen Formationen spielen und unterrichten konnte.
Erst 1975 produzierte Ben Molar mit ihm das Album Los 14 de Julio De Caro. Luis Stazo schrieb für ihn eine Fassung des Tangos „Todo corazón“ für Solovioline und Orchester. Auf Grund seiner Unterstützung der kubanischen Revolution und Reisen in die Sowjetunion wurde er während der Zeit der argentinischen Militärdiktatur an Auftritten gehindert. In dieser Zeit kam der mexikanische Dirigent Luis Herrera de la Fuente, der ein Orchester in Xalapa leitete, nach Argentinien, um die Filarmónica de las Américas mit Musikern aus Lateinamerika und den USA zu gründen. Bajour wurde Mitglied in beiden Orchestern und ging nach Mexiko. Von dort kehrte er 1980 nach Argentinien zurück.